# カナダドライ・コーラ
カナダドライ・コーラはアイルランドのカナダドライ社から発売されているコーラ。
主に同じシュウェップス傘下のRCコーラが販売されていない地域で販売されている。